# Basilica di San Tommaso
La basilica di San Tommaso (in Lingua tamil சாந்தோம் பசிலிக்கா, Cān-Tōm Pacilikkā, in lingua portoghese Basílica de São Tomé) è una chiesa cattolica di rito latino situata a Santhome, località di Mylapore nella città di Chennai (la vecchia Madras) in India. È stata costruita nel XVI secolo dagli esploratori portoghesi sul luogo ove la tradizione vuole sia stata eretta la tomba di Tommaso.
Nel 1883 è stata ricostruita come chiesa con lo status di basilica-cattedrale per opera dei britannici. Progettata in stile neogotico dagli architetti inglesi del tardo XIX secolo.

## Storia

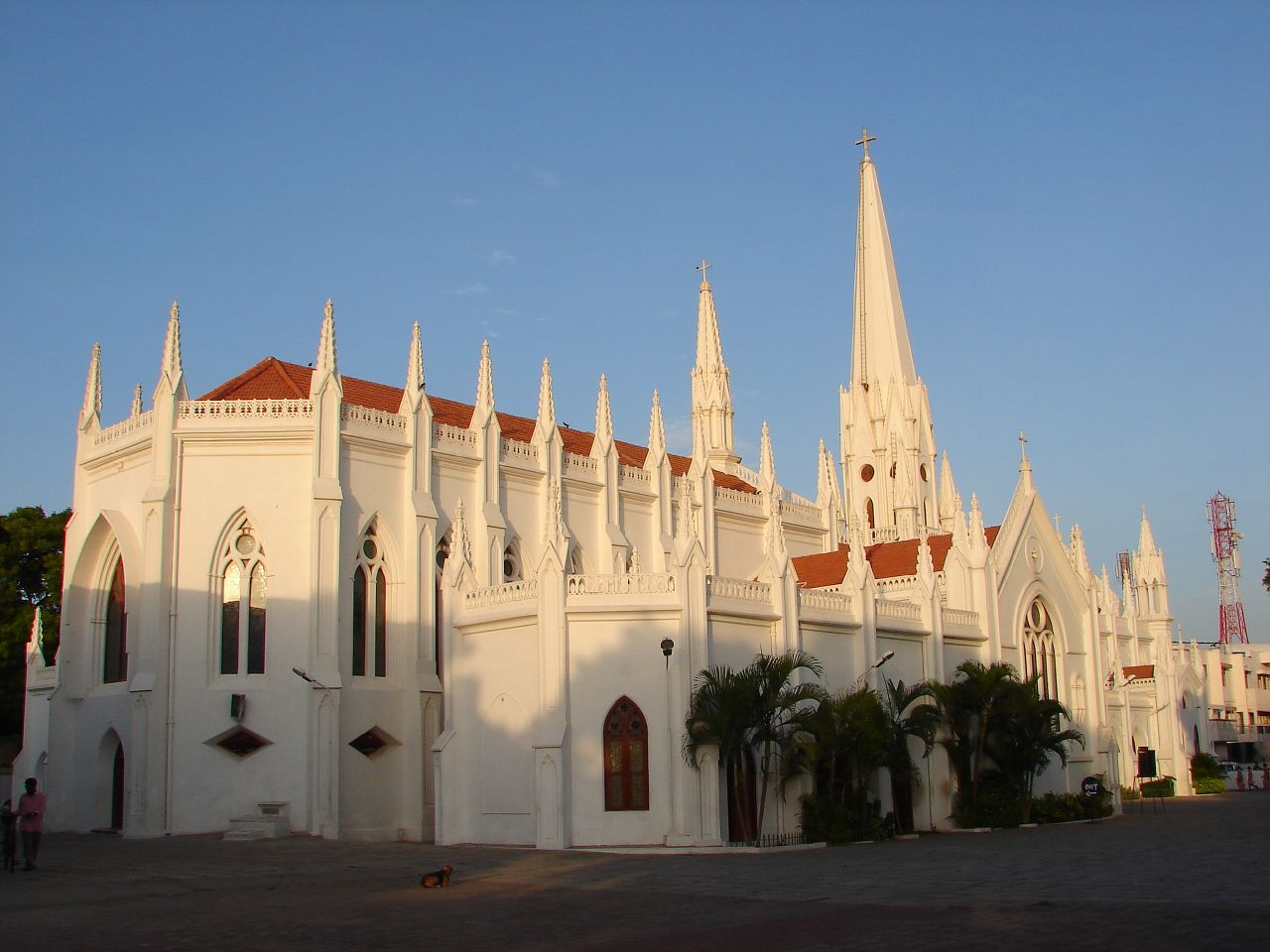
veduta della basilica di San Tommaso.

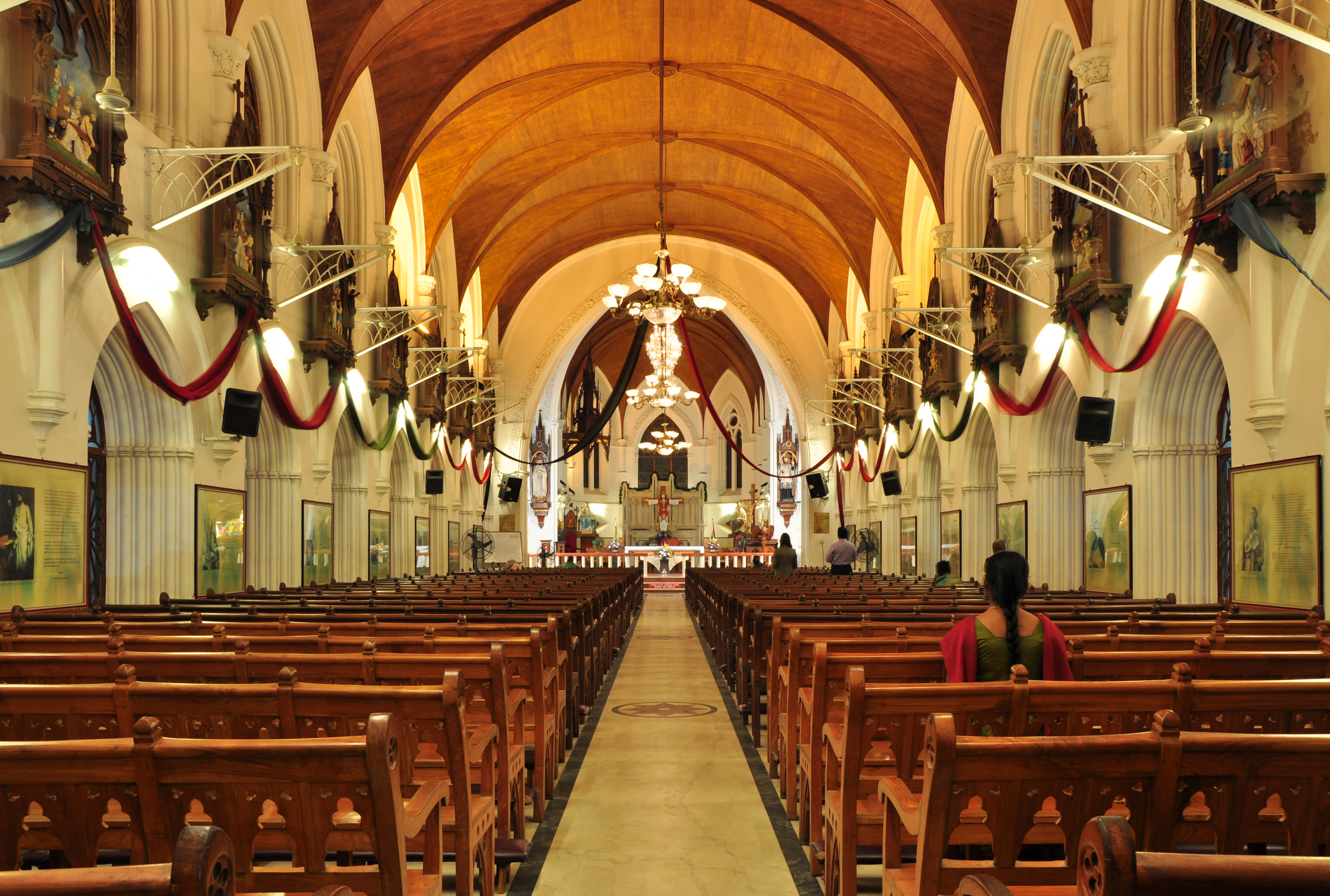
Interno della chiesa.

San Tommaso, uno dei 12 discepoli di Gesù, sarebbe giunto nell'India meridionale precisamente a Tamilakam al giorno d'oggi facente parte dello stato indiano del Kerala, direttamente dalla Giudea, nell'anno 52 d.C. e quindi predicò per più di un ventennio, quando fu martirizzato sul monte di St. Thomas.
La Basilica è oggi la chiesa principale dell'Arcidiocesi di Madras e Mylapore. Nel 1956 Papa Pio XII ha sollevato la chiesa al rango di Basilica Minore, e l'11 febbraio 2006 è stata dichiarata un santuario nazionale dalla Conferenza episcopale dell'India. La Basilica di San Tommaso è un centro di pellegrinaggio per i cristiani indiani. La chiesa ha anche un museo annesso.